# Gmina zbiorowa Schwarmstedt
Gmina zbiorowa Schwarmstedt (niem. Samtgemeinde Schwarmstedt) – gmina zbiorowa położona w niemieckim kraju związkowym Dolna Saksonia, w powiecie Heidekreis. Siedziba administracji gminy zbiorowej znajduje się w miejscowości Schwarmstedt.

## Podział administracyjny
W skład gminy zbiorowej Schwarmstedt wchodzi pięć gmin (Gemeinde):
1. Buchholz (Aller)
2. Essel
3. Gilten
4. Lindwedel
5. Schwarmstedt